# Jednostki inżynieryjne Wehrmachtu
Jednostki inżynieryjne Wehrmachtu (niem. Pioniere) – jeden z rodzajów wojsk Wehrmachtu. 
Część oddziałów pionierskich utworzono samodzielne jednostki, większość służyła jednak jako jednostki dywizyjne. Niemieckie dywizje pancerne, piechoty, grenadierów ludowych, forteczne, grenadierów czy też grenadierów pancernych posiadały w swoim składzie batalion pionierów (dla dywizji szybkich były to bataliony zmotoryzowane). 
Batalion pionierów składał się z:
- sztabu batalionu z plutonem łączności
- 2 kompanii pionierów
- kompanii pionierów zmotoryzowanych
- zmotoryzowanej kolumny mostowej
- lekkiej kolumny pionierów
- sekcja medyczna batalionu (28 żołnierzy, służących także jako pomocniczy sanitariusze)

Ponadto utworzono następujące brygady pionierów:
- 42 Brygada Pionierów Wojsk Lądowych (niem. Heeres-Pionier-Brigade)
- 44 Brygada Pionierów Wojsk Lądowych
- 47 Brygada Pionierów Wojsk Lądowych
- 52 Brygada Pionierów Wojsk Lądowych
- 62 Brygada Pionierów Wojsk Lądowych
- 70 Brygada Pionierów Wojsk Lądowych
- 127 Brygada Pionierów Wojsk Lądowych
- 655 Brygada Pionierów Wojsk Lądowych
- 687 Brygada Pionierów Wojsk Lądowych
- 688 Brygada Pionierów Wojsk Lądowych
- 754 Brygada Pionierów Wojsk Lądowych
- 46 Brygada Pionierów Szturmowych Wojsk Lądowych (niem. Heeres-Pionier-Sturmbrigade)
- 627 Brygada Pionierów Szturmowych Wojsk Lądowych